# Ansgar Schnurr
Ansgar Schnurr (* 1977) ist ein deutscher Kunstpädagoge und Hochschullehrer.
Ansgar Schnurr studierte von 1998 bis 2005 Kunstpädagogik, katholische Theologie und Freie Kunst an der Universität Paderborn und der Kunstakademie Münster. 2004 wurde er Meisterschüler bei Timm Ulrichs. Während er zwischen 2007 und 2010 im Referendariat und im Schuldienst arbeitete, wurde er 2007 promoviert. 2009 erhielt er den Dissertationspreis der TU Dortmund und den Förderpreis Forschung Kunstpädagogik der Friedrich Stiftung. Von 2009 bis 2014 war er Akademischer Rat am Lehrstuhl für Kunstpädagogik der TU Dortmund. 2014 folgte er dem Ruf als Professor für Kunstpädagogik/Kunstdidaktik an die Justus-Liebig-Universität Gießen.

## Veröffentlichungen (Auswahl)
- Über das Werk von Timm Ulrichs und den künstlerischen Witz als Erkenntnisform: Analyse eines pointierten Vermittlungs- und Erfahrungsmodells im Kontext ästhetischer Bildung, Books on Demand, 11. Februar 2009, ISBN 978-3-8370-6849-8
- Fokussierte Komplexität: Ebenen von Kunst und Bildung, mit Marc Fritzsche, Athena-Verlag, 18. Mai 2017, ISBN 978-3-8989-6681-8
- Mehrdeutigkeit gestalten: Ambiguität und die Bildung demokratischer Haltungen in Kunst und Pädagogik, mit Sabine Dengel, Julia Hagenberg und Linda Kelch, transcript Verlag, 24. Juni 2021, ISBN 978-3-8376-5007-5